# Myrhulta mosse
Myrhulta mosse är ett naturreservat i Karlborgs och Töreboda kommuner i Västra Götalands län.
Området är skyddat sedan 2006 och är 1 115 hektar stort. Det är beläget nästan en mil nordöst om Töreboda och består mest av myrmark.
Reservatet är ett sammanhängande komplex av öppen myr, bevuxen myr, sumpskog och fastmarksholmar med äldre barrskog. Området avvattnas både norrut till Hovaån och söderut till sjön Viken. 
Floran är artrik och det finns flera nordliga arter som t.ex. klotstarr och vitstarr, skvattram, hedsäv och mer sällsynta arter som myggblomster, mossnycklar och sumpnycklar. Vitmossfloran är artrik med minst 24 olika arter med bl.a. björnvitmossa. På höstarna lyser tranbären röda i kärren.
Mossen hyser ett rikt fågelliv med t.ex. ljungpipare, grönbena, trana, orre och enkelbeckasin. 
Området ingår i EU:s ekologiska nätverk av skyddade områden, Natura 2000.